# Ландскап (Швеція)

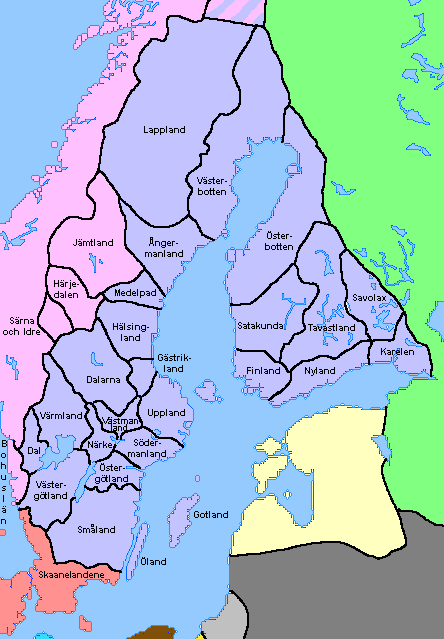
Провінції Швеції 1560 року

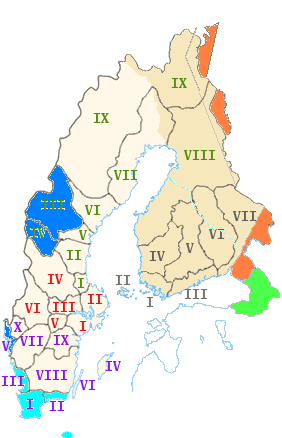
Історичні провінції Швеції та Фінляндії

Ландскап (швед. landskap) — історична область Швеції.

## Історія
Швеція поділялася на ландскапи або провінції до реформи 1634 року, коли за ініціативою графа Акселя Уксеншерни замість цих історичних областей країну поділено на лени.
Після виходу Швеції з Кальмарської унії 1524 року лише деякі території були приєднані як провінції. Найзначніші придбання сталися після підписання Роскільського мирного договору 1658 року, коли до складу Швеції увійшли колишні данські провінції Сконе, Блекінге і Галланд, а також норвезькі Богуслен, Ємтланд і Гер'єдален. Інші завойовані території отримували статус домініонів і перебували під владою шведського монарха іноді протягом двох-трьох століть. Норвегія перебувала в унії зі Швецією протягом XIX століття, але так і не була включена до складу Швеції.
Естерланд і частина Норрланду (Естерботтен і частини Лапландії та Вестерботтену) відійшли 1809 року до Російської імперії і з них було сформоване Велике князівство Фінляндське, а пізніше (1918 року) постала Фінляндська республіка.

## Провінції за історичними регіонами
| Регіон Йоталанд: I. Сконе (Skåne) II. Блекінге (Blekinge) III. Галланд (Halland) IV. Ґотланд (Gotland) V. Богуслен (Bohuslän) VI. Еланд (Öland) VII. Вестерйотланд (Västergötland) VIII. Смоланд (Småland) IX. Естерйотланд (Östergötland) X. Дальсланд (Dalsland) Регіон Свеаланд: I. Седерманланд (Södermanland) II. Уппланд (Uppland) III. Вестманланд (Västmanland) IV. Даларна (Dalarna) V. Нерке (Närke) VI. Вермланд (Värmland) | Регіон Норрланд: I. Єстрікланд (Gästrikland) II. Гельсінгланд (Hälsingland) III. Ємтланд (Jämtland) IV. Гер'єдален (Härjedalen) V. Медельпад (Medelpad) VI. Онгерманланд (Ångermanland) VII. Вестерботтен (Västerbotten) VIII. Естерботтен (Österbotten) IX. Лапландія (Lappland) Регіон Естерланд (тепер формує Фінляндію): I. Справжня або Південно-західна Фінляндія (Egentliga Finland) II. Оланд (Åland) III. Ниланд (Nyland) IV. Сатакунда (Satakunda) V. Тавастланд (Tavastland) VI. Саволакс (Savolax) VII. Карелія (Karelen) VIII. Естерботтен (Österbotten) IX. Лапландія (Lappland) |

## Ландскапи сучасної Швеції
| Ландскап      | Регіон                               | Лен                                                  | Площа (км²) | Населення (чол. (2011)) | Густота (чол./км²) | Мапа |
| ------------- | ------------------------------------ | ---------------------------------------------------- | ----------- | ----------------------- | ------------------ | ---- |
| Блекінге      | Йоталанд                             | Блекінге                                             | 2941        | 153 227                 | 51,6               |      |
| Богуслен      | Йоталанд                             | Вестра Йоталанд                                      | 4473        | 289 278                 | 63,3               |      |
| Вермланд      | Спочатку Йоталанд, від 1815 Свеаланд | Вермланд, Еребру і Вестра Йоталанд                   | 18 204      | 311 558                 | 17,2               |      |
| Вестерботтен  | Норрланд                             | Вестерботтен                                         | 15 093      | 211 884                 | 13,8               |      |
| Вестерйотланд | Йоталанд                             | Вестра Йоталанд, Єнчепінґ, Галланд і Еребру          | 16 676      | 1 248 018               | 73,2               |      |
| Вестманланд   | Свеаланд                             | Вестманланд, Даларна і Еребру                        | 8363        | 290 566                 | 34,4               |      |
| Ґотланд       | Йоталанд                             | Ґотланд                                              | 3140        | 57 269                  | 18,2               |      |
| Галланд       | Йоталанд                             | Галланд, Вестра Йоталанд і Сконе                     | 4786        | 306 693                 | 62,3               |      |
| Гельсінгланд  | Норрланд                             | Євлеборґ і Ємтланд                                   | 14 264      | 129 871                 | 9,2                |      |
| Гер'єдален    | Норрланд                             | Ємтланд і Даларна                                    | 11 954      | 9937                    | 0,8                |      |
| Даларна       | Свеаланд                             | Даларна, Євлеборґ, Ємтланд і Вермланд                | 29 086      | 277 091                 | 9,5                |      |
| Дальсланд     | Йоталанд                             | Вестра Йоталанд і Вермланд                           | 3708        | 50 114                  | 13,8               |      |
| Еланд         | Йоталанд                             | Кальмар                                              | 1342        | 24 697                  | 18,3               |      |
| Естерйотланд  | Йоталанд                             | Естерйотланд                                         | 9979        | 426 897                 | 41,9               |      |
| Ємтланд       | Норрланд                             | Ємтланд, Вестерноррланд і Вестерботтен               | 34 009      | 112 941                 | 3,3                |      |
| Єстрікланд    | Спочатку Свеаланд, від 1634 Норрланд | Євлеборґ і Уппсала                                   | 4181        | 148 403                 | 35,0               |      |
| Лапландія     | Норрланд                             | Вестерботтен, Норрботтен і Ємтланд                   | 109 702     | 93 780                  | 0,9                |      |
| Медельпад     | Норрланд                             | Вестерноррланд                                       | 7058        | 123 600                 | 17,4               |      |
| Нерке         | Свеаланд                             | Еребру, Естерйотланд і Вестманланд                   | 4126        | 195 414                 | 46,1               |      |
| Норрботтен    | Норрланд                             | Норрботтен                                           | 26 671      | 192 380                 | 7,3                |      |
| Онгерманланд  | Норрланд                             | Вестерноррланд, Ємтланд і Вестерботтен               | 19 800      | 131 867                 | 6,8                |      |
| Сконе         | Йоталанд                             | Сконе                                                | 11 027      | 1 241 075               | 108,5              |      |
| Смоланд       | Йоталанд                             | Єнчепінґ, Кальмар, Крунуберґ, Галланд і Естерйотланд | 29 330      | 721 633                 | 24,4               |      |
| Седерманланд  | Свеаланд                             | Седерманланд, Стокгольм, Естерйотланд і Вестманланд  | 8388        | 1 211 837               | 137,5              |      |
| Уппланд       | Свеаланд                             | Уппсала, Стокгольм і Вестманланд                     | 12 676      | 1 455 540               | 109,7              |      |
| Разом         |                                      |                                                      | 410 977     | 9 514 406               | 22,3               |      |